# Gare de Zumalakarregi (EuskoTren)
Zumalakarregi était une gare souterraine d'Euskotren, située après la mairie de Bilbao, à Uríbarri. La gare correspondait à l'ancienne Ligne 4 d'Euskotren (Ligne de la vallée d'Asúa). Elle était ouvert en 1996 et ferme le 15 mai 2010. Elle était remplacée par la gare d'Uribarri du métro de Bilbao, mise en service en 2017 dans la Ligne 3 du métro Bilbao.

## Connexions
| Provenance/Destination | <      | Ligne | >            | Provenance/Destination |
| ---------------------- | ------ | ----- | ------------ | ---------------------- |
| Deustu                 | Matiko |       | Zazpi Kaleak | Lezama                 |

## Voir également
- Ligne 3 du métro de Bilbao
- Métro de Bilbao
- Euskotren